# گیبونز اردن
گیبونز اردن (انگلیسی: Jordan Gibbons؛ زادهٔ ۱۸ نوامبر ۱۹۹۳) بازیکن فوتبال اهل بریتانیا است.
از باشگاه‌هایی که در آن بازی کرده‌است می‌توان به باشگاه فوتبال اینورنس کالدنیون تیسل، باشگاه فوتبال کویینز پارک رنجرز، و باشگاه فوتبال یئوویل تاون اشاره کرد.